# Angelo Palombo
Angelo Palombo (Ferentino, 25 september 1981) is een Italiaanse betaald voetballer die bij voorkeur als verdedigende middenvelder speelt. Hij verruilde in 2002 ACF Fiorentina voor UC Sampdoria. In augustus 2006 debuteerde hij in het Italiaans voetbalelftal.

## Clubvoetbal

### Fiorentina
Palombo's carrière begon bij ACF Fiorentina in het seizoen 2001/2002. In zijn eerste seizoen kwam hij tien keer in actie. Nadat Fiorentina in 2002 wegens een faillissement werd teruggezet naar de Serie C, stapte Palombo zonder vergoeding over naar Sampdoria.

### Sampdoria
In zijn eerste seizoen bij Sampdoria groeide hij uit tot vaste waarde. Sampdoria speelde op dat moment in de Serie B. In 32 wedstrijden kwam hij eenmaal tot scoren. Sampdoria promoveerde dat seizoen naar de Serie A door in de competitie tweede te worden, één punt achter AC Siena. Ook na de promotie van Sampdoria bleef Palombo een vaste waarde. In het seizoen 2007/2008 droeg hij regelmatig de aanvoerdersband van Sampdoria, doordat de eigenlijke aanvoerder, Sergio Volpi, regelmatig niet in de basiself werd opgenomen. In het seizoen 2008/2009 werd hij benoemd tot vaste aanvoerder van Sampdoria, nadat Volpi naar Bologna was overgestapt.
In het seizoen 2004/2005 werd Sampdoria vijfde in de Serie A. Daardoor speelde Palombo voor het eerst Europees voetbal. Ook in het seizoen 2007/2008 (via de Intertoto Cup) en in het seizoen 2008/2009 (zesde plaats in de competitie) kwam Palombo in de UEFA Cup in actie.

## Olympische Spelen
Palombo maakte deel uit van het team dat een bronzen medaille won op de Olympische Spelen van Athene in 2004. Italië speelde zes wedstrijden waarin Palombo elke wedstrijd in de basis begon. Alleen in de tweede poulewedstrijd tegen Japan (3-2 winst) werd hij in de 62e minuut gewisseld voor Marco Donadel. De ploeg stond onder leiding van oud-international Claudio Gentile en won de bronzen medaille door Irak in de troostfinale met 1-0 te verslaan.

## Nationaal elftal
In 2002 maakte Palombo zijn debuut voor het onder 21 elftal van Italië. In totaal speelt hij 23 keer voor dit elftal met als hoogtepunt het Europees kampioenschap in 2004. Zijn debuut voor de hoofdmacht van Italië volgt op 16 augustus 2006 in de verloren wedstrijd tegen Kroatië. In Livorno laat bondscoach Roberto Donadoni hem in de 56e minuut debuteren door Fabio Liverani te vervangen. Dit was de eerste wedstrijd van Italië nadat het wereldkampioen was geworden in Duitsland.
Voor het Europees Kampioenschap van 2008 in Zwitserland kreeg Palombo uiteindelijk geen uitnodiging. Het toernooi verliep teleurstellend voor Italië, waardoor Donadoni plaats moest maken voor Marcello Lippi. Onder Lippi behoort Palombo over het algemeen wel tot de selectie. Zodoende werd hij ook opgenomen in de selectie voor de Confederations Cup in 2009 in Zuid-Afrika. Tot op heden speelde Palombo vijftien wedstrijden voor Italië, waarin hij nog niet tot scoren kwam.

## Statistieken
| Seizoen | Club           | Competitie | Competitie weds. | Competitie goals | Coppa weds. | Coppa goals | UEFA Cup weds. | UEFA Cup goals |
| ------- | -------------- | ---------- | ---------------- | ---------------- | ----------- | ----------- | -------------- | -------------- |
| 1998/99 | Urbania        |            | 32               | 0                | nb          | nb          | 0              | 0              |
| 1999/00 | ACF Fiorentina | Serie A    | 0                | 0                | 0           | 0           | 0              | 0              |
| 2000/01 | ACF Fiorentina | Serie A    | 0                | 0                | 0           | 0           | 0              | 0              |
| 2001/02 | ACF Fiorentina | Serie A    | 10               | 0                | nb          | nb          | 0              | 0              |
| 2002/03 | UC Sampdoria   | Serie B    | 32               | 1                | nb          | nb          | 0              | 0              |
| 2003/04 | UC Sampdoria   | Serie A    | 31               | 0                | nb          | nb          | 0              | 0              |
| 2004/05 | UC Sampdoria   | Serie A    | 37               | 0                | nb          | nb          | 0              | 0              |
| 2005/06 | UC Sampdoria   | Serie A    | 31               | 1                | nb          | nb          | 3              | 0              |
| 2006/07 | UC Sampdoria   | Serie A    | 36               | 2                | nb          | nb          | 0              | 0              |
| 2007/08 | UC Sampdoria   | Serie A    | 33               | 1                | nb          | nb          | 3              | 0              |
| 2008/09 | UC Sampdoria   | Serie A    | 25               | 2                | 1           | 0           | 2              | 0              |
| 2009/10 | UC Sampdoria   | Serie A    | 30               | 2                | 2           | 1           | 0              | 0              |
| 2010/11 | UC Sampdoria   | Serie A    | 34               | 1                | 2           | 0           | 6              | 0              |
| 2011/12 | UC Sampdoria   | Serie A    | 22               | 1                | 2           | 0           | 0              | 0              |
| 2012/13 | UC Sampdoria   | Serie A    | 15               | 0                | 0           | 0           | 0              | 0              |
| 2013/14 | UC Sampdoria   | Serie A    | 32               | 1                | 1           | 0           | 0              | 0              |
| 2014/15 | UC Sampdoria   | Serie A    | 36               | 1                | 1           | 0           | 0              | 0              |
| 2015/16 | UC Sampdoria   | Serie A    | 2                | 0                | 0           | 0           | 1              | 0              |
|         |                | Totaal     |                  |                  |             |             |                |                |